# Référendum uruguayen de 2003
Un référendum abrogatif d'origine populaire a lieu le 7 décembre 2003 en Uruguay. La population est amenée à se prononcer sur une initiative populaire visant à l'abrogation d'une nouvelle loi retirant à la compagnie nationale ANCAP le monopole du raffinage du pétrole.
La proposition est approuvée à une large majorité, 62,22 % des électeurs votant en faveur de l'abrogation de la loi, permettant à l'ANCAP de conserver son statut de Compagnie pétrolière nationale.

## Contexte
L'Administration nationale des Combustibles, de l'Alcool et du Portland (en espagnol : Administración Nacional de Combustibles, Alcoholes y Portland), communément appelée ANCAP, est depuis sa création le 15 octobre 1931 la compagnie pétrolière nationale de l'Uruguay, dont elle détient le monopole public de raffinage du pétrole. L'ANCAP assure ainsi la gestion de la raffinerie de  Capurro, la seule du pays. Située dans la périphérie de la capitale Montevideo, celle-ci a une capacité de 50 000 barils par jour. La compagnie est également présente dans le secteur des boissons alcoolisées et du ciment Portland.
Le gouvernement du président Jorge Batlle, du parti de droite Colorado, fait voter le 27 décembre 2001 une loi retirant à l'ANCAP son monopole de raffinage, qui est publiée le 4 janvier 2002. En réaction, le parti d'opposition de gauche Front large engage une procédure de collecte de signatures en vue de l'organisation d'un référendum abrogatif à l'encontre de la nouvelle loi.

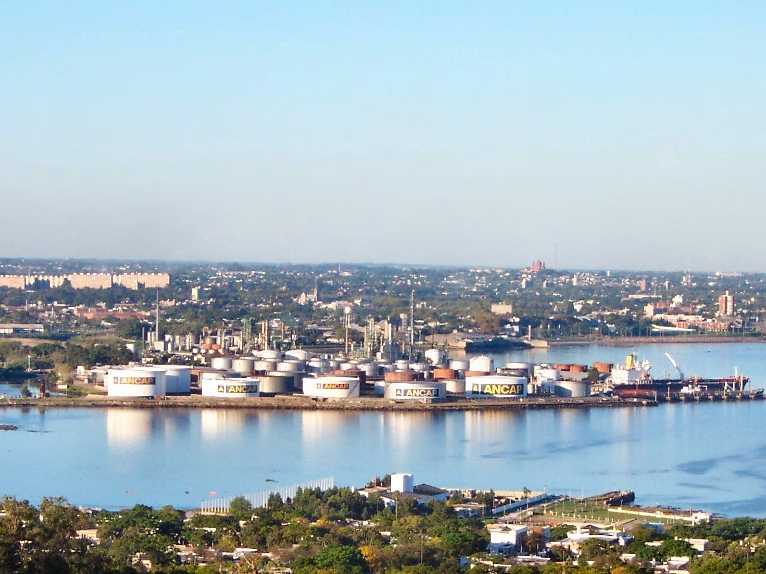
Raffinerie de Capurro

Les référendums abrogatifs d'initiative populaire sont en effet possibles en Uruguay, dont la constitution organise le cadre légal de cette forme de démocratie directe. 
En accord avec l'article 79 de la constitution, les signatures d'au moins 5 % de l'ensemble des électeurs inscrits sur les listes électorales doivent pour cela être réunies en 180 jours dans l'année suivant la date de publication de la loi, soit jusqu'au 3 janvier 2003. Cette première étape est suivie par l'organisation d'un pré-référendum où le soutien de 25 % des inscrits est requis. Celui-ci n'est cependant pas nécessaire si les pétitionnaires parviennent à recueillir le soutien d'au moins 25 % des inscrits dès l'étape de collecte des signatures. Un total de 2 429 201 électeurs étant inscrits sur les listes, le seuil de 25 % équivaut alors à un total de 607 301 signatures. En pratique, ce nombre est cependant plus élevé pour pallier le nombre variable de signatures invalides ou en double. Le résultat du référendum est légalement contraignant, et ne nécessite pas pour être considéré valide de franchir un quorum de participation ou une majorité qualifiée, la majorité absolue suffit. Les référendums abrogatifs ne peuvent cependant être déclenchés à l'encontre de décisions concernant le budget de l'État, ainsi que des domaines relevant des prérogatives présidentielles,
La campagne de collecte du Front Large parvient à réunir un total de 685 294 signatures qu'elle soumet au Tribunal électoral pour vérification. Celui-ci en déclare valides 662 675 le 18 aout suivant, validant la mise à référendum de la question posée pour le 7 décembre 2003.

## Résultats
Le vote est obligatoire, mais les votes blancs sont comptabilisés comme des votes valides. Les résultats définitifs sont annoncés le 12 décembre suivant par le tribunal électoral. Un total de 38 010 personnes votent dans un autre bureau de vote que le leur, ce que ne permet pas totalement la loi électorale. Leurs votes ne sont ainsi pas immédiatement pris en compte, la vérification de leurs validité par les autorités n'ayant lieu que si les chiffres du scrutin ne disposent pas d'une marge suffisante pour que les votes non évalués ne puisse en renverser le résultat. Les votes favorables ayant bénéficié d'une large avance, le tribunal électoral décide de ne pas procéder à leurs décompte.
L'abrogation de la loi recueille le soutien d'une importante majorité des votants, 62,22 % d'entre eux ayant soutenu ce choix, pour une participation de 83,40 % des inscrits. L'ANCAP conserve ainsi le monopole du raffinage du pétrole.
| Choix                  | Votes     | %     |
| ---------------------- | --------- | ----- |
| Pour                   | 1 201 626 | 62,22 |
| Blanc                  | 45 905    | 2,37  |
| Contre                 | 684 129   | 35,41 |
|                        |           |       |
| Votes valides          | 1 931 660 | 93,90 |
| Votes non évalués      | 38 010    | 1,85  |
| Votes invalides        | 87 479    | 4,25  |
| Total                  | 2 057 149 | 100   |
| Abstention             | 409 531   | 16,60 |
| Inscrits/Participation | 2 466 680 | 83,40 |

Approuvez-vous l'abrogation de la loi N°17448 du 4 janvier 2002 ?
| Pour 1 201 626 (62,22 %) |  |  |  | Contre 684 129 (35,41 %) |
| ▲                        |  |  |  |                          |
| Majorité absolue         |  |  |  |                          |